# Кёкень
Кёкень (венг. Kökény) — посёлок(község) в медье Баранья в Венгрии.

## История
Эти места были населены со времён неолита; археологами также обнаружены следы римских поселений.
В документах 1332—1335 годов название деревни записано как «Кюке» (Küke) или «Коке» (Koke). В документе 1546 года её называют «Кёке» (Kőke). Упоминание названия «Кёкень» появляется в 1773 году.
После турецкой оккупации эта деревня была населена в основном хорватами. Венгры стали появляться там гораздо позже, и селились в основном на окраинах.
На 1 января 2015 года в посёлке проживало 619 человек.

## Население
| Год  | Численность | Численность |
| ---- | ----------- | ----------- |
| 2013 | 620         | [ 4 ]       |
| 2014 | 611         | [ 5 ]       |
| 2015 | 619         | [ 6 ]       |
| 2019 | 577         | [ 7 ]       |
| 2021 | 581         | [ 8 ]       |
| 2022 | 632         | [ 9 ]       |
| 2023 | 619         | [ 10 ]      |
| 2024 | 622         | [ 2 ]       |